# Jürg T. Marti
Jürg Thomas Marti (* 24. Mai 1935 in Aarberg) ist ein Schweizer Mathematiker, der sich mit der Entwicklung von Methoden zur numerischen Lösung der Navier-Stokes-Gleichungen beschäftigte.

## Leben
Marti studierte Mathematik und Physik an der Eidgenössischen Technischen Hochschule in Zürich und schloss mit dem Diplom in Physik ab. Anschliessend arbeitete er sieben Jahre in einer industriellen Forschungsabteilung und zwei Jahre am Paul-Scherrer-Institut der ETH. Zwei weitere Jahre lehrte und forschte er als Dozent im Mathematikdepartement der University of Illinois in Urbana (USA). Nach einem Gastaufenthalt an der École polytechnique fédérale de Lausanne wurde er zunächst außerordentlicher, seit 1976 dann ordentlicher Professor für Angewandte Mathematik an der ETH Zürich. Jürg T. Marti wurde im Jahr 2000 emeritiert.

## Publikationen (Auswahl)
- Introduction to the theory of bases (=Springer Tracts in Natural Philosophy, Band 18). Springer Verlag, 1969, ISBN 3-642-87140-2.
- Konvexe Analysis (= Lehrbücher und Monographien aus dem Gebiet der Exakten Wissenschaften, Mathematische Reihe. Band 54). Birkhäuser Verlag, Basel, Stuttgart 1977, ISBN 3-7643-0839-7 (MR0511737).
- Introduction to Sobolev Spaces and Finite Element Solution of Elliptic Boundary Value Problems (Computational Mathematics & Its Applications Series). Academic Press, 1987, ISBN 0-12-474510-5.

| Personendaten    | Personendaten                              |
| ---------------- | ------------------------------------------ |
| NAME             | Marti, Jürg T.                             |
| ALTERNATIVNAMEN  | Marti, Jürg Thomas                         |
| KURZBESCHREIBUNG | Schweizer Mathematiker und Hochschullehrer |
| GEBURTSDATUM     | 24. Mai 1935                               |
| GEBURTSORT       | Aarberg                                    |